# 関根ささら
関根 ささら（せきね ささら、1993年（平成5年）1月14日 - ）は、日本の女性アイドル、タレント。
アイドルグループ「放課後プリンセス」の2代目リーダーを務めた。埼玉県出身。愛称は”ささらぶ”。

## 略歴
2010年（平成22年）より芸能活動をスタート。当初は本名の「関根彩蘭」名義で活動していた。
2013年（平成25年）4月 - 2014年（平成26年）9月は学業に専念。活動休止後、2015年2月末までLA短期留学。
大学卒業後の2015年（平成27年）4月4日、放課後プリンセス候補生&候補生見習いユニット・放プリユースに加入。
2016年（平成28年）5月4日、放課後プリンセス候補生に昇格。7月、放課後プリンセス メジャー3rdシングル「青春マーメイド」でジャケットを飾る。8月7日、TIF（TOKYO IDOL FESTIVAL）ステージにて放課後プリンセス正規メンバーに昇格。
2018年（平成30年）10月、放課後プリンセス2代目リーダーに就任。
2022年（令和4年）3月、放課後プリンセスを卒業した。

## 人物
アイドルグループ「放課後プリンセス」の2代目リーダーで、東京コミコンオフィシャルサポーターも務める（2019年 - 2020年）。ユース時代は「放プリユースの織姫」と呼ばれていた。
妹が1人いる。妹との身長差は7cmで、自身よりも高い方である（2015年時点）。
CoverGirlsの元メンバー・木村友香は中学・高校の同級生で、高校時代は同じダンス部に入っていた。

### 好きなもの
ディズニーランド
東京ディズニーリゾート年間パスポート持ち9年。多い時で週7でどんなに忙しくても仕事前や終わった後などに舞浜に行くのが癒し。家にあるぬいぐるみは約500体以上。
世界のディズニーリゾートを制覇。写真集ロケでハワイに行った際に2日あったオフの時間を使ってアウラニディズニーリゾート&スパへ朝食を食べるため&キャラクターに会うためだけに行った。
カリフォルニアのディズニーリゾートは年間パスポートを購入して2ヶ月の留学中に何度もひとりで遊びに行っていた。かつては、香港とパリの年間パスポートを所持。中国での放課後プリンセス出演のカウントダウンイベントのあと、ひとり香港へ行き3日間ディズニーを楽しんだ。
好きなキャラクターはミニーマウス。ディズニープリンセスも好き。
ディズニー映画が大好きで、ベイマックス公開時は1人でサンフランシスコに行き、劇中の舞台「サンフランソーキョー」のモデルとなった場所の聖地巡礼をした。
2015年11月、仕事のオフを利用して1人でカリフォルニアディズニーへ。
2016年8月、一人でオープンしたての上海ディズニーリゾートへ。
グッズ集めはもちろん、パークに行くことやディズニーの映画作品、ウォルトディズニーを崇拝しウォルトが作り出した全てが好き。大学の卒論ではウォルトディズニーの生涯について研究し、「なぜディズニーがこれほどまでに世界中に愛されているのか」を英語で書いた。
アメコミ
アメコミは特にMARVEL、スパイダーマンが好き。DC作品ではスーパーガール。MARVELもDCも女性ヒーロー推し。キックアスも好き。
お米
とにかくお米が大好き。”きき米”ができるほどのお米好き。
ライブに出演する際、いつも食べていたおにぎりを食べずに臨んだら体が震えてしまった経験がある。
海外旅行
大学時代アルバイトを何個も掛け持ちし、海外のディズニーや観光地に行っていた。アイドルを始めてからもお金を貯めて一人旅や海外旅行に行っている。

### 趣味
映画/ドラマ鑑賞
幼い頃からディズニー映画を見てきたのはもちろん、大学生時代から毎週水曜日は映画館に通い、特に英語の勉強も兼ねて洋画を鑑賞。「アメイジング・スパイダーマン」をきっかけにアメコミ映画の世界にハマり、「アンナ・カレーニナ」という作品でアーロン・テイラー=ジョンソン氏を好きになる。「アベンジャーズ/エイジオブウルトロン」にアーロン氏出演が発表され運命を感じマーベル沼にハマる。
マーベル制作ドラマ、MCU(マーベル・シネマティック・ユニバース)作品は全作鑑賞。特に「エージェントオブシールド」とスパイダーマンが好き。スパイダーマンの作品の中で好きなのは「アメイジングスパイダーマン」シリーズだが、MCUオタクなため、トムホランド版スパイダーマンを特に愛していて、「シビルウォー」のスパイダーマン登場シーンは大号泣。
2015年11月、アナハイムにあるディズニーランドリゾートでEp.7公開を控えスターウォーズ仕様になった"ハイパースペースマウンテン"に乗り、スターウォーズにも興味を持ち始め、その後スターウォーズも好きになる。
バスケットボールの試合観戦
自身も小学校4年生からミニバスを始める。中学でもバスケ部、高校ではダンス同好会に所属するが、大学でバスケ経験者と一緒にバスケの授業を受けていた。現在は週末のライブがないときにアリーナに通いバスケの試合観戦。特に応援しているチームはアルバルク東京だが、日本のバスケットボール、そしてBリーグ自体が好きなため、今では全チームを応援している。

### 特技
ディズニーの案内、バスケットボール、口を動かさずに喋ること。

## 出演
- 2012年（平成24年）4月 - 2013年（平成25年）4月 - MBSラジオ「パックンたまご」レギュラー。
- 2012年（平成24年） - ネット就活番組キャスター。
- 2017年（平成29年）4月 - 2018年（平成30年）4月 - MBSラジオ「ゴチャ・まぜっ！〜集まれヤンヤン〜」ヤンヤンガールズ9期生としてレギュラー出演。
- 2018年（平成30年） - 東京コミコンにて、アメコミ好きアイドルとしてキャプテン・マーベルのコスプレをしてトークステージ出演、放課後プリンセスとしてもライブ出演。
- 2019年（平成31年 / 令和元年）度 - Siroca イメージモデル。
- 2019年（令和元年）6月 - 東京コミコンオフィシャルサポーター就任[動画 2]。
- 2019年（平成31年 / 令和元年） - スカパー!Bリーグ番組アシスタントMC。
- 2020年（令和2年）1月 - 「B.LEAGUE ALL STAR GAME 2019-2020」 リポーター。
- 2020年（令和2年）10月より - スポーツナビ×バスケットボールキング「B MY HERO!」MC。

### グラビア活動
- 2015年（平成27年）
  - 1st DVD「見習いプリンセス」発売。

- 2017年（平成29年）
  - 写真集「Love.」発売。
  - GIRLS-PEDIA 掲載。

- 2018年（平成30年）
  - 写真集「Tropical Girl」発売。

- 2019年（平成31年 / 令和元年）
  - 「週刊ヤングジャンプ（集英社）」掲載[動画 3]。
  - 「週刊ヤングチャンピオン（秋田書店）」掲載。
  - 「週刊プレイボーイ（集英社）」掲載。

- 2019年（令和元年）8月
  - 8月 - 「週刊SPA!（扶桑社）」掲載。
  - 9月 - 「週刊プレイボーイ」企画・51人グラビア掲載。

- 2020年（令和2年）6月
  - フォトブック「Sanctually」発売。
  - 「IDOL FILE Vol.18 BIKINI」掲載。

### ドラマ
- ギークス〜警察署の変人たち〜 第1話（2024年7月4日、フジテレビ） - 結婚披露宴参列者 役
- 恋愛禁止（2025年7月3日 - 、読売テレビ・日本テレビ） - 社員 役[6]

### ラジオ
- よゐこ有野のノーギャラジオ（2022年2月12日、MBSラジオ）[7]
- 長澤茉里奈・関根ささらのご褒美ラジオ（2022年3月26日、MBSラジオ）※よゐこ有野のノーギャラジオ特典番組[8][9]

### 舞台
- 劇団シアターザロケッツ プロデュース公演 vol.7『両家顔合わせ』（2022年6月15日 - 19日、ポケットスクエア ザ・ポケット） - 主演：西村桜 役[注釈 1][10]
- E-Stage Topiaプロデュース『VALENT』（2024年2月7日 - 11日、ポケットスクエア ザ・ポケット）[11]